# Alburikient
Alburikient – osiedle typu miejskiego w Rosji, w Dagestanie. W 2010 roku liczyło 1679 mieszkańców.